# Łuhowe (obwód chmielnicki)
Łuhowe (ukr. Лугове) – wieś na Ukrainie, w obwodzie chmielnickim, w rejonie chmielnickim, w hromadzie Rozsosza. W 2001 liczyła 337 mieszkańców, wśród których 332 wskazało jako ojczysty język ukraiński, 3 rosyjski, 1 mołdawski, a 1 inny.